# Công viên Bách Tùng Diệp
Công viên Bách Tùng Diệp (tên cũ: Công viên Liên Hiệp) là một công viên ở trung tâm Thành phố Hồ Chí Minh, Việt Nam, thuộc địa phận Quận 1, được bao bọc bởi đường Lý Tự Trọng, đường Nam Kỳ Khởi Nghĩa và đường Pasteur.

## Công năng hiện tại
Công viên có diện tích khoảng 5.000 m² tại góc ngã tư đường Lý Tự Trọng và Nam Kỳ Khởi Nghĩa, kéo dài đến ngã tư Lý Tự Trọng - Pasteur, đối diện với Bảo tàng Thành phố Hồ Chí Minh. Ngày trước nơi đây chỉ đặt tượng Trần Văn Ơn, nhưng kể từ khi công trường Quách Thị Trang trước chợ Bến Thành bị phá bỏ để thi công ga ngầm thuộc tuyến đường sắt đô thị Bến Thành - Suối Tiên thì tượng Quách Thị Trang được dời về đây. Ở công viên có một cây đa cổ thụ gồm năm thân, tính đến đầu thập niên 2000 thì được hơn 300 năm tuổi. Theo Trương Vĩnh Ký, dưới triều Vua Tự Đức có một ngôi chợ rất sầm uất gọi là chợ Cây Da Còm (sic) tại khu vực này. Các sĩ tử trước khi ứng thí hay ra chợ mua sắm áo mũ.
Khoảng năm 2006, người ta cho lập dự án xây một bãi đậu xe ngầm năm tầng dưới lòng công viên Bách Tùng Diệp gồm ba tầng đỗ xe và hai tầng thương mại. Tuy nhiên, đến đầu năm 2017 kế hoạch này đã bị bãi bỏ vì không còn phù hợp với quy hoạch. Gần cuối năm 2017, công viên này trở thành nơi chính quyền thí điểm hình thức kinh doanh "phố hàng rong", dành chỗ miễn phí cho các hộ gia đình nghèo của Quận 1 buôn bán theo quy hoạch.

## Lịch sử
Ngược về lịch sử, Pháp và Tây Ban Nha vốn đã liên thủ với nhau để tấn công quân nhà Nguyễn, khởi đầu tại Đà Nẵng năm 1858. Sau khi chiếm được tỉnh Gia Định, năm 1864 Pháp giao cho Tây Ban Nha khu đất mà ngày nay thuộc công viên Bách Tùng Diệp, diện tích nhỏ hơn công viên hiện nay (3.000 m²), để Tây Ban Nha xây tòa lãnh sự. Tuy nhiên, về sau các quan chức đại diện của Tây Ban Nha dần rút khỏi thành phố Sài Gòn, để trống khu đất này trong hơn nửa thế kỷ. Khu đất vẫn do nhà cầm quyền thuộc địa chăm sóc cẩn thận và biến thành một vườn cây, từ đó sinh ra tên gọi Jardin d’Espagne ("Vườn Tây Ban Nha"). Năm 1927, Chính phủ Tây Ban Nha giao đất cho Chính phủ Anh Quốc để xây trụ sở tổng lãnh sự quán Anh. Nhận thấy sự bất hợp lý nếu xây tòa lãnh sự tại địa điểm này, năm 1928 Anh chính thức hoán đổi sang lô đất khác tại đại lộ Norodom (đường Lê Duẩn), nơi mà cho đến ngày nay tòa tổng lãnh sự quán Anh Quốc vẫn hiện diện. Năm 1955, chính quyền đổi tên Jardin d’Espagne thành công viên Liên Hiệp. Đầu thập niên 1980, những ngôi nhà bên hông công viên được dỡ bỏ làm công viên mở rộng được như ngày nay.